# Lucaninae
A Lucaninae a rovarok (Insecta) osztályában  a szarvasbogárfélék (Lucanidae) családjának egyik alcsaládja. Az alcsaládba 20 nemzetségbe sorolt 75-80 nem tartozik, Magyarországon 4 képviselőjük él.

## Rendszerezés
A családba az alábbi nemzetségek és nemek tartoznak:
Aegini (Maes, 1992)
Aegus (MacLeay, 1819) - kb. 210 faj
Allotopini (Maes, 1992) 
Allotopus (Albers, 1894) - 2 faj
Mesotopus (Burmeister, 1845) - 1 faj
Chiasognathini (Burmeister, 1847)
Chiasognathus (Stephens, 1831) - 7 faj
Sphaenognathus (Buquet, 1838) - 30 faj
Cladognathini (Parry, 1870)
Aphanognathus () - 1 faj
Bartolozziolucanus (Nagai, 1994) - 3 faj
Capreolucanus () - 1 faj
Cladophyllus (Houlbert, 1912) - 2 faj
Eligmodontus (Houlbert, 1915) - 2 faj
Gonometopus (Houlbert, 1915) - 1 faj
Macrodorcas (Motschulsky, 1860) - 40 faj
Palaeognathus (Leuthner, 1883) - 1 faj
Prismognathus (Motschulsky, 1860) - 29 faj
Prosopocoilus (Westwood, 1845) - 136 faj
Pseudorhaetus (Planet, 1899) - 2 faj
Rhaetulus (Westwood, 1871) - 4 faj
Rhaetus (Parry, 1864) - 1 faj
Tetrarthrius (Dider, 1926) - 1 faj
Weinreichius (Lacroix, 1979) - 1 faj
Colophonini
Colophon (Gray, 1832) - 17 faj
Cyclommatini
Cyclommatus (Parry, 1863) - 55 faj
Dendeziini
Dendezia ()
Oonotus (Parry, 1864) - 4 faj
Xiphodontus (Westwood, 1838) - 2 faj
Dorcini
Dorcus (MacLeay, 1819) - 58 faj
Dynodorcus (Didier, 1930) - 4 faj
Eulepidius () - 1 faj
Gnaphaloryx (Burmeister, 1847) - 7 faj
Hemisodorcus (Thomson, 1862) - 13 faj
Metallactulus (Ritsema, 1885) - 5 faj
Microlucanus (Bomans & Bartolozzi, 1996) - 1 faj
Serrognathus (Motschulsky, 1861) - 28 faj
Telodorcus (Didier, 1931) - 17 faj
Velutinodorcus (Maes, 1992) - 5 faj
Figulini
Brasilucanus (Vulcano & Pereira, 1961) - 2 faj
Cardanus () - 10 faj
Epipedesthus (de Lisle, 1976) - 2 faj
Figulus (MacLeay, 1819) - kb. 150 faj
Penichrolucanus (Deyrolle, 1864) - 8 faj
Platyfigulus (Arrow, 1935) - 1 faj
Vinsonella (Arrow, 1940) - 1 faj
Homoderini
Homoderus (Parry, 1862) - 3 faj
Lissapterini
Bomansius (Lacroix, 1979) - 1 faj
Dorculus (Didier, 1930) - 3 faj
Geodorcus (Holloway, 1996) - 10 faj
Hoplogonus (Parry, 1875) - 3 faj
Lissapterus (Deyrolle, 1870) - 8 faj
Paralissotes (Holloway, 1996) - 7 faj
Pseudodorcus (Parry, 1870) - 2 faj
Lucanini Latreille
Chewlucanus (Ikeda & Katsura, 2000) - 1 faj
Hexarthrius (Hope, 1842) - 14 faj
Lucanus (Scopoli, 1763) - több mint 100 faj
Noseolucanus (Araya & Tanaka, 1998) - 2 faj
Neoprosopocoilini
Aegognathus (Leuthner, 1883) - 9 faj
Apterocyclus (Waterhouse, 1871) - 1 faj
Apterodorcus (Arrow, 1943) - 2 faj
Auxicerus (Waterhouse, 1883) - 3 faj
Cantharolethrus (Thomson, 1862) - 7 faj
Charagmophorus (Waterhouse)
Leptinopterus (Hope, 1845) - 30 faj
Macrocrates (Burmeister, 1847) - 2 faj
Nigidiini
Agnus (Burmeister, 1847) - 2 faj
Amneidus (Coquerel, 1866) - 1 faj
Dinonigidius (de Lisle, 1974) - 1 faj
Ganelius (Benesh, 1955) - 4 faj
Nigidionus (Kriesche, 1926) - 1 faj
Nigidius (Macleay, 1819) - 75 faj
Novonigidius (Dudich, 1922) - 7 faj
Odontolabini
Calcodes (Westwood, 1834) - 25 faj
Heterochthes (Westwood, 1864) - 2 faj
Neolucanus (Thomson, 1862) - 57 faj
Odontolabis (Hope, 1842) - 44 faj
Pholidotini
Cacostomus (Newman, 1840) - 3 faj
Casignetus (MacLeay, 1819) - 3 faj
Platycerini
Platycerus (Geoffroy, 1762)
Platyceroidini
Platyceroides (Benesh, 1946) - 7 faj
Rhyssonotini
Rhyssonotus (MacLeay, 1819) - 7 faj
Sclerostomini
Andinolucanus (Arnaud & Bomans, 2006) - 1 faj
Erichius (Maes, 1992) - 12 faj
Metadorcinus (Kriesche, 1922) - 18 faj
Metadorcus (Parry, 1870) - 3 faj
Onorelucanus (Bartolozzi & Bomans, 1989) - 8 faj
Pycnosiphorus (Solier, 1851) - 2 faj
Sclerostomus (Burmeister, 1847) - 19 faj
Scortizus (Westwood, 1834) - 4 faj

## Magyarországon előforduló fajok
- Nagy szarvasbogár (Lucanus cervus) (Linnaeus, 1758)
- Kis szarvasbogár (Dorcus parallelipipedus) (Linnaeus, 1758)
- Kis fémesszarvasbogár (Platycerus caraboides) (Linnaeus, 1758)
- Nagy fémesszarvasbogár (Platycerus caprea) (De Geer, 1774)

## Fordítás
- Ez a szócikk részben vagy egészben  a   Lucaninae című norvég Wikipédia-szócikk fordításán alapul.  Az eredeti cikk szerkesztőit annak laptörténete sorolja fel. Ez a jelzés csupán a megfogalmazás eredetét és a szerzői jogokat jelzi, nem szolgál a cikkben szereplő információk forrásmegjelöléseként.